# Námořní muzeum v Barceloně
Námořní muzeum v Barceloně (katalánsky: Museu Marítim de Barcelona, MMB) se nachází v budově Drassanes Reials de Barcelona, barcelonských královských loděnic, ve kterých se mezi 13. a 18. stoletím stavěly lodě. První zmínka o těchto loděnicích pochází z roku 1243 v dokumentu vymezujícím hranice města Barcelona, kde je zmíněna loděnice.
Muzeum představuje historii námořní plavby od jejích počátků, společně s historií španělského námořnictva od doby katolických Veličenstev v 15. století až po současnost. Vystavuje také různé navigační přístroje, zbraně, portolánové mapy a malby. Muzeum bylo katalánskou vládou prohlášeno za Muzeum národního významu.

## Budova

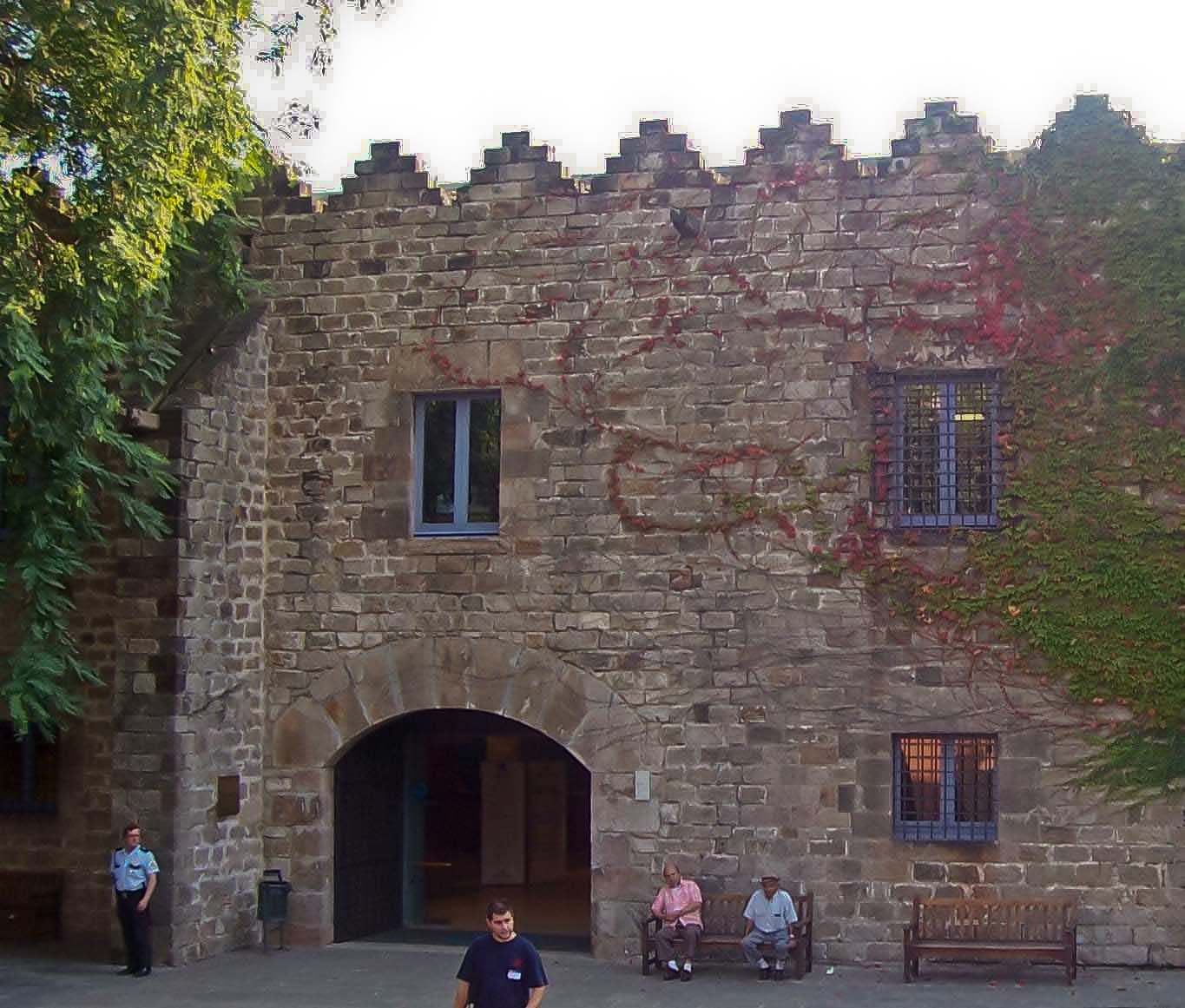
Vstup do Námořního muzea

Muzeum sídlí v Barcelonské královské loděnici (katalánsky: Drassanes Reials de Barcelona; španělsky: Atarazanas Reales de Barcelona), loděnici a bývalé vojenské budově, která se nachází v oblasti Port Vell v barcelonském přístavu. Stavba začala ve 13. století za vlády Petra III. Aragonského.
Budova je postavena v gotickém stylu. Její výstavba probíhala ve dvou hlavních etapách – první mezi lety 1283 až 1328, druhá mezi 1328 až 1390. Později prošla několika rekonstrukcemi a rozšířeními, přičemž si však zachovala původní strukturu.
Při vykopávkách v roce 2012 bylo zjištěno, že koncem 16. století byla na staré středověké loděnici postavena nová budova, která dala celému objektu jeho současnou podobu. Při těchto vykopávkách bylo zároveň odkryto římské pohřebiště. Obnova loděnice byla dokončena na začátku roku 2013 a muzeum bylo znovu otevřeno v roce 2014.

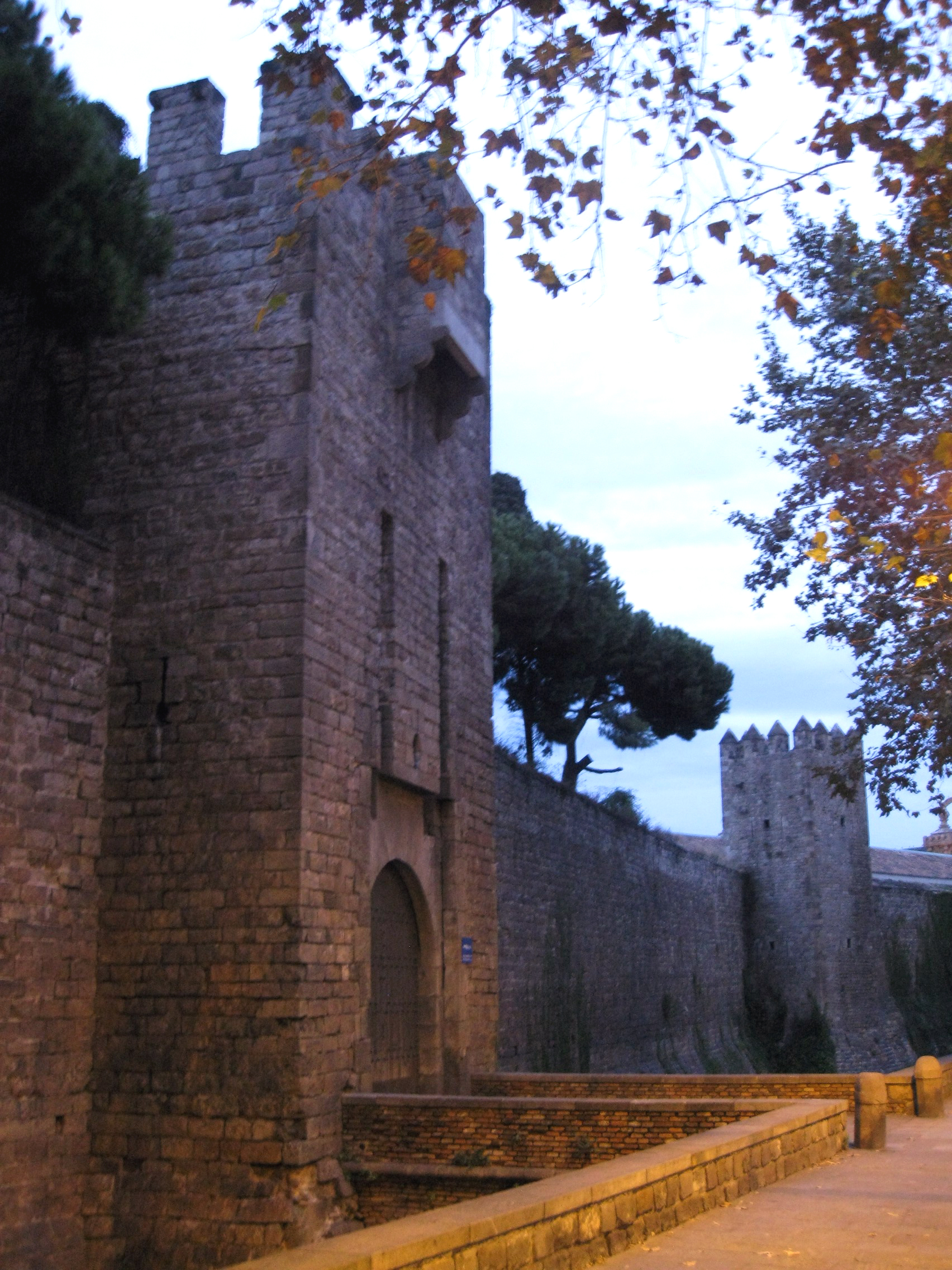
Portál Santa Madrona